# Су-15
Су-15 (за класифікацією НАТО: Flagon) — радянський винищувач-перехоплювач, розроблений на початку 1960-х рр. Довгий час був основою військ Протиповітряної оборони СРСР.
Літак призначався для перехоплення повітряних цілей з діапазоном швидкостей 500-3000 км/год і висот 500-23000 метрів. Виведення перехоплювача в район зустрічі із ціллю і до виявлення її бортовою РЛС (БРЛС) виконувався за допомогою наземного комплексу автоматизованого наведення «Повітря-1». Перехоплення цілі, прицілювання і наведення ракети з напівактивною радіолокаційною головкою самонаведення здійснювалося БРЛС. Ракети з тепловою головкою самонаведення (ТГС) мали інший принцип наведення — на інфрачервоне (теплове) випромінювання, яке йшло безпосередньо від цілі.
Перший передсерійний Су-15 було зібрано в Новосибірську. У березні 1966 року перший політ на ньому здійснив заводський льотчик-випробувач Сорокін І. Ф., згодом багато в чому саме за ці випробування нагороджений званням Героя Радянського Союзу. У липні 1967 р. винищувач показали широкій публіці на повітряному параді в Домодєдово.

## Інциденти за участі Су-15
Довгий час становив основу ППО СРСР і брав участь у безлічі інцидентів, пов'язаних зі польотами іноземних літаків над територією СРСР. Найвідоміший такий інцидент за участю Су-15 стався 1983 року, коли Су-15, пілотований Геннадієм Осиповичем, збив південнокорейський пасажирський літак Боїнг 747.

## Су-15 і Україна

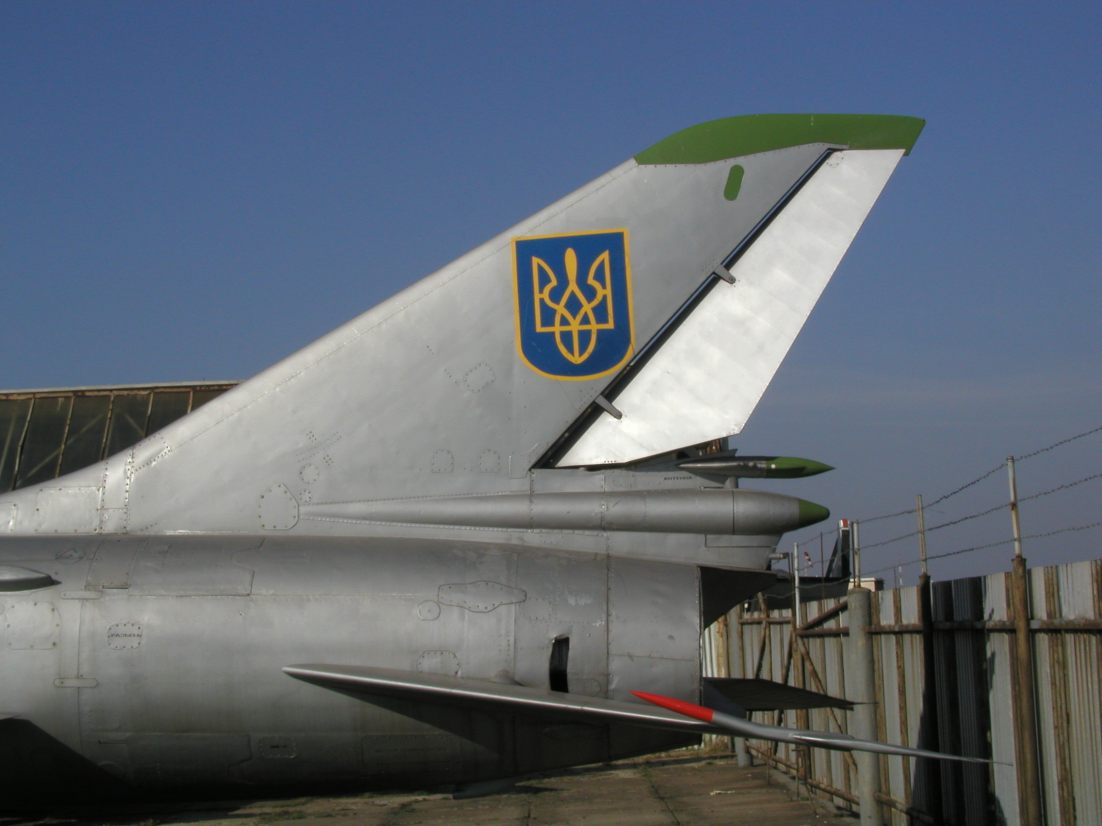
Су-15 у складі ВПС України

Україна отримала в спадок від СРСР перехоплювачі Су-15 та експлуатувала їх до 1996 року.

## Модифікації
| Модифікація | рік  | Опис                                                                                        |
| ----------- | ---- | ------------------------------------------------------------------------------------------- |
| Су-15       | 1966 | базовий серійний варіант                                                                    |
| Су-15Т      | 1970 | серійний винищувач-перехоплювач                                                             |
| Су-15ТМ     | 1971 | серійний винищувач-перехоплювач                                                             |
| Су-15біс    | 1972 | експериментальний винищувач-перехоплювач з новими двигунами і БРЕО                          |
| Су-15УТ     | 1969 | навчально-тренувальна модифікація                                                           |
| Су-15УМ     | 1969 | навчально-тренувальна модифікація                                                           |
| Су-15ВД     | —    | (переобладнаний Т-58Д1) — експериментальний літак для відпрацювання підйомних ТРД РД-36-35. |

## Тактико-технічні характеристики
Наведені нижче характеристики відповідають модифікації Су-15ТМ:
Екіпаж: 1 пілот
Довжина: 22,03 м
Розмах крила: 9,34 м
Висота: 4,843 м
Площа крила: 36,6 м²
Кут стрілоподібності по лінії 1/4 хорд: 55°/45°
База шасі: 5,942 м
Колія шасі: 4,79 м
Маса пустого: 10 874 кг
Нормальна злітна маса: 17 194 кг
Максимальна злітна маса: 17 900 кг
Посадкова маса: 12 060 кг
Маса палива у внутрішніх баках: 5 550 кг
Об'єм внутрішніх паливних баків: 8 675 л
Силова установка: 2 × ТРДФ Р-13Ф-300
Безфорсажна тяга: 2 × 4 100 кгс (40,2 кН)
Форсажна тяга: 2 × 6 600 кгс (64,7 кН)
- Польотні характеристики

Максимальна швидкість: біля
```
землі: 1 300 км/год
```

на висоті: 2 230 км/год (2,16 М) на 13 000 м
Швидкість відриву від ЗПС: 370 км/год
Посадкова швидкість: 285 — 295 км/год
Бойовий радіус дії: 725 км
Практична дальність: 1 380 км
Перегінна дальність: 1 700 км
Практична стеля: 18 500 м
Скоропідйомність: 228 м/с
Навантаження на крило: 397 кг/м²
Тягооснащеність: 0,82
Довжина розбігу: 1 000 — 1 100 м
Довжина пробігу: без гальмового парашута: 1 050 — 1 150 м
з гальмівним парашутом: 850 — 950 м
Максимальне експлуатаційне перенавантаження: + 6,5 g
з ракетами Р-98: + 3 g
з ракетами Р-60: + 5 g
- Озброєння

Точки підвіски: 6
Бойове навантаження: 1 500 кг
Керовані ракети: ракети «повітря-повітря»:
2 × Р-98
2-4 × Р-60
Некеровані ракети: 2 × блоки УБ-16-57 з НАР С-5 або 2 × С-24
Бомби: 2 × ФАБ-250 (замість ППБ)
Контейнери зі стрілецьким озброєнням: 2 × УПК-23-250 з 23 мм  гарматами ГШ-23Л (по 250 снарядів)
- Авіоніка

РЛС«Тайфун-М»
Дальність розпізнавання цілі:
- на великій висоті: 65 км
- на малій висоті: 15 км

Дальність захвату цілі:
- на великій висоті: 45 км
- на малій висоті: 10 км

Кут сканування:
- за кутом місця: +30°/-10°
- за азимутом: +/- 70°

## Галерея

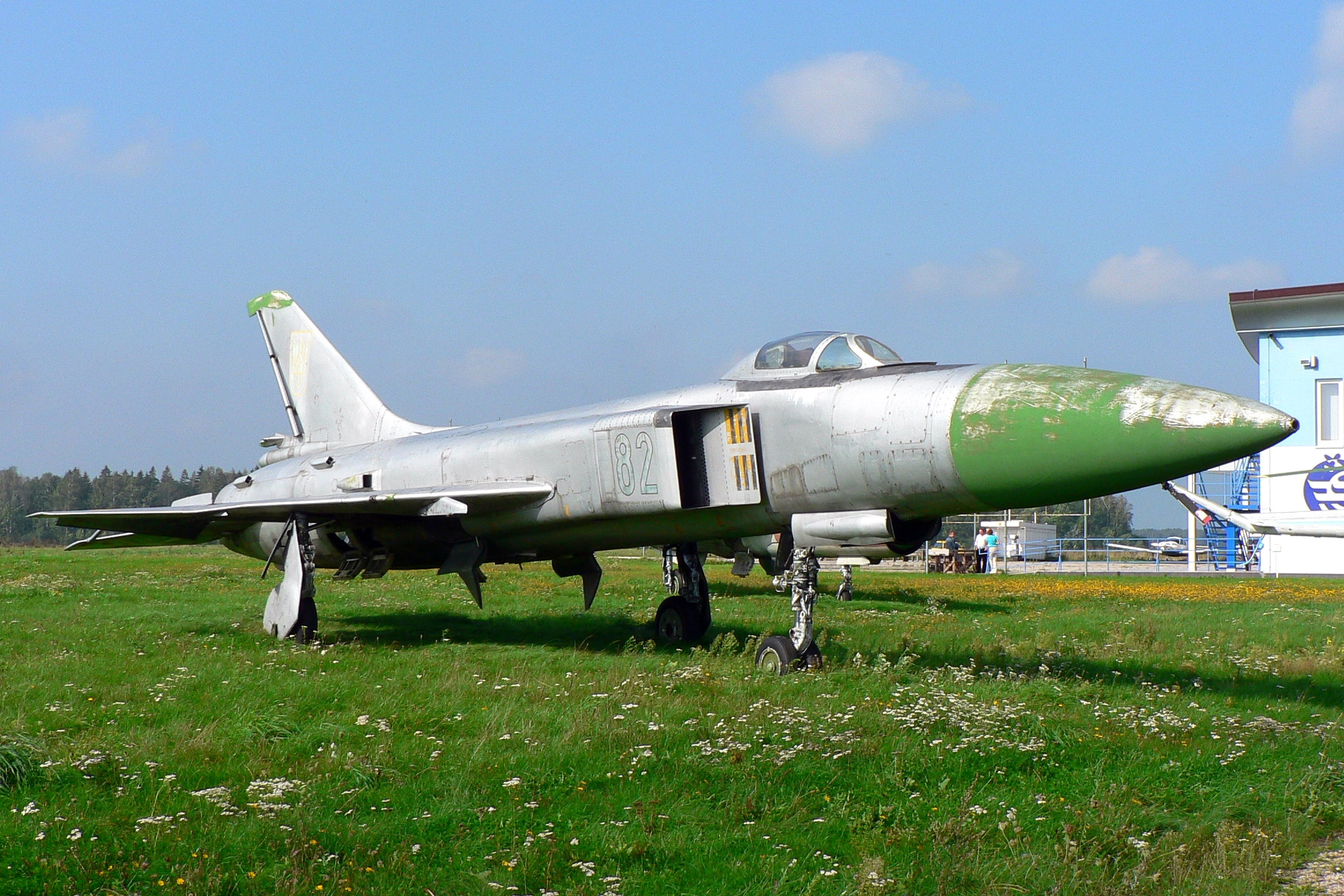
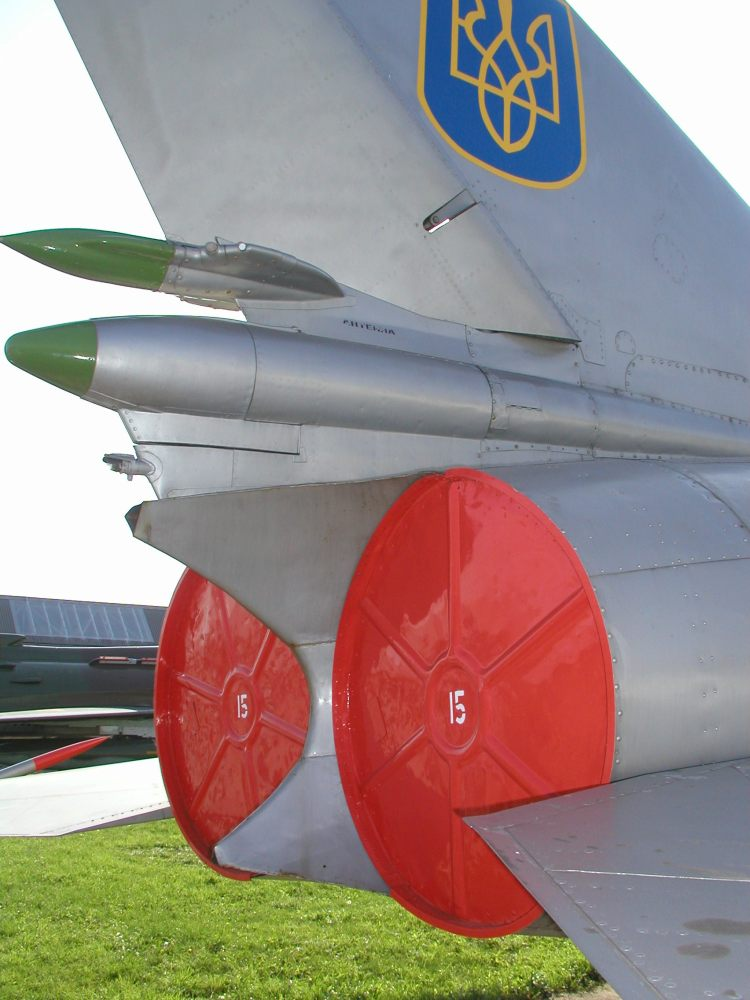
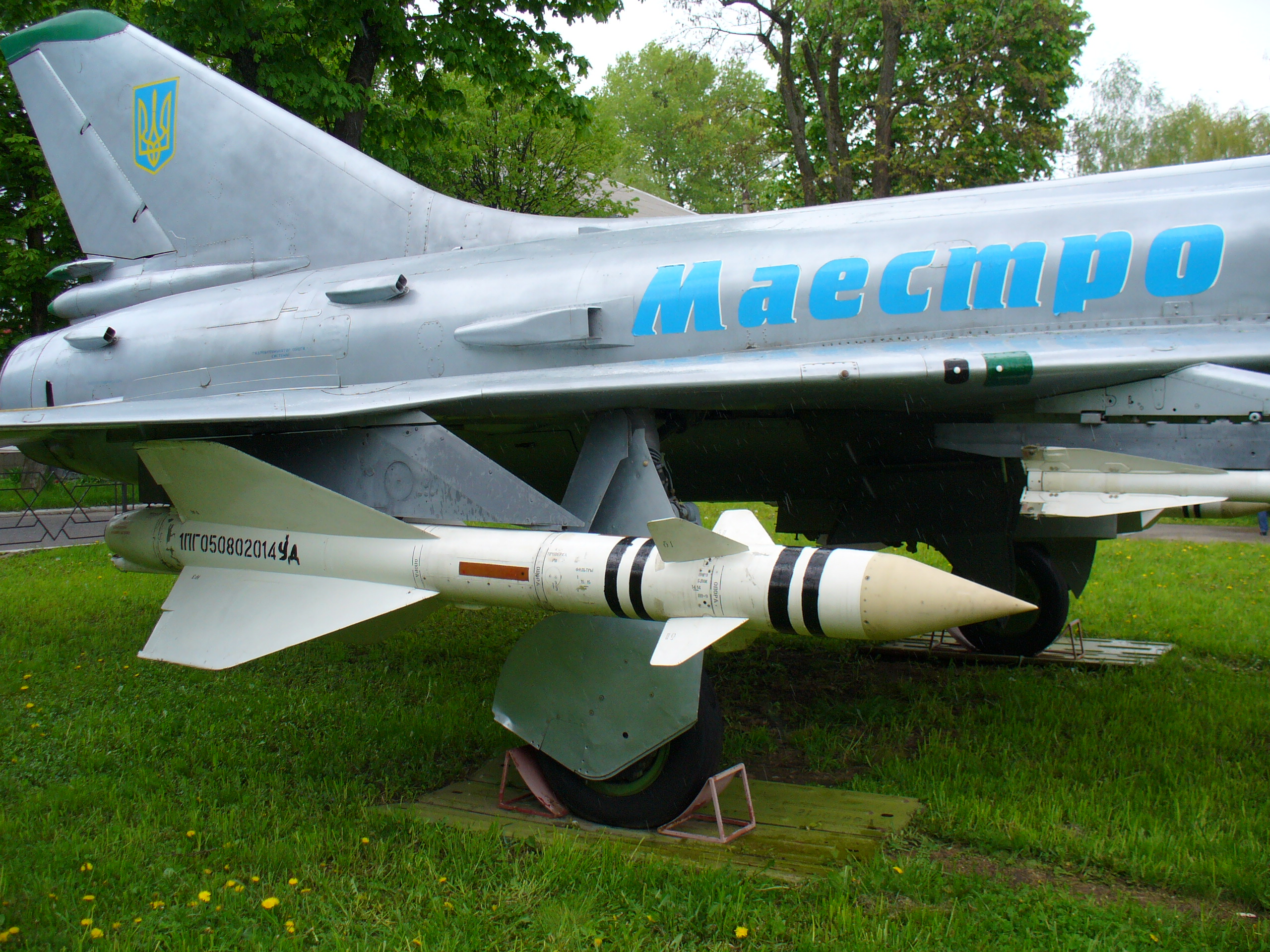
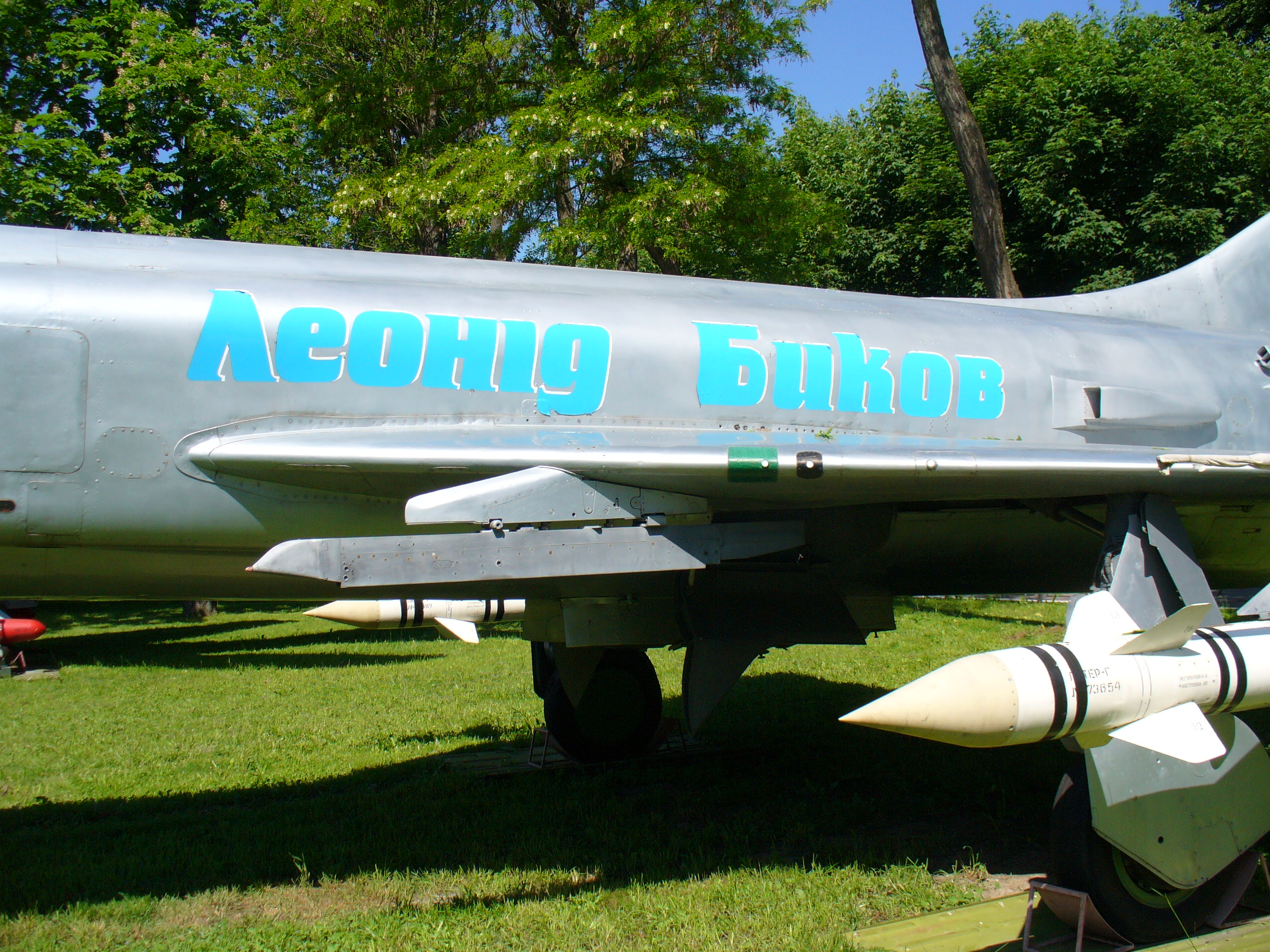
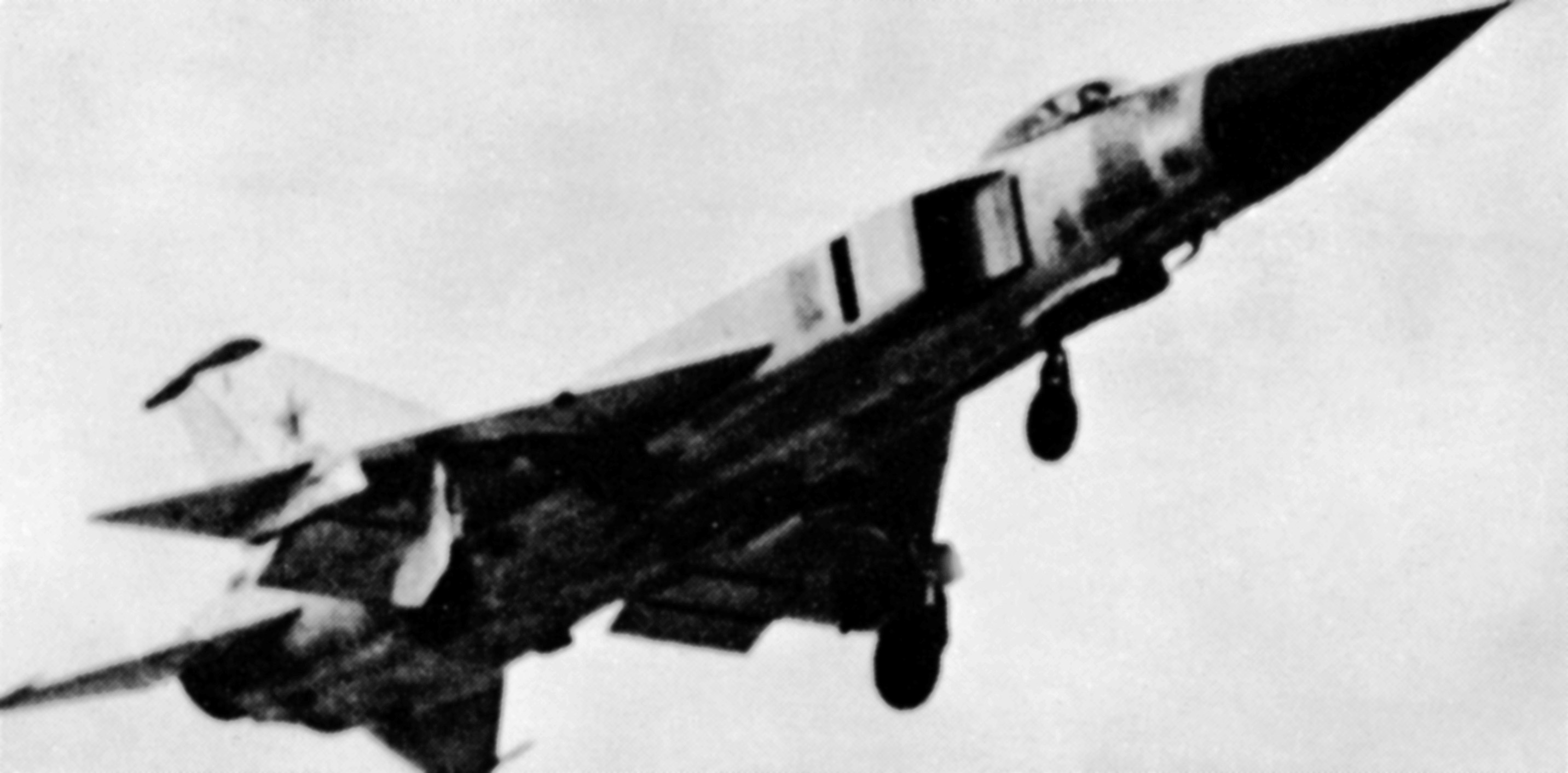

## Колишні оператори
- СРСР /  Росія
- Україна